# SN 1995O
SN 1995O – supernowa typu Ia odkryta 3 maja 1995 roku w galaktyce A163556+6611. W momencie odkrycia miała maksymalną jasność 22,00m.